# Wilhelm Finger
Wilhelm Finger (* 7. November 1905; † 11. Januar 1971) war ein deutscher Politiker der CDU und von 1952 bis 1956 Oberbürgermeister der Stadt Mönchengladbach. Finger war als Unternehmer in der Textilindustrie tätig.

## Werdegang
Finger promovierte 1934 in Erlangen über die handelsrechtliche Stellung des Minderkaufmanns. Seit ca. 1939 war er mit Leni Nießen verheiratet.
Beruflich wurde Finger 1939 geschäftsführender, persönlich haftender Gesellschafter der Firma Carl Nießen, einem Textilveredelungsunternehmen, in Mönchengladbach. Er war Vorsitzender des Unternehmerverbandes der niederrheinischen Textilindustrie und Vorstandsmitglied der Industrie- und Handelskammer Mönchengladbach. Außerdem war er Vorsitzender des Gesamtverbandes der deutschen Textilveredlungsindustrie und Präsident der Association Internationale de la Teinture Textile.
Im Anschluss an die Kommunalwahlen in Nordrhein-Westfalen 1952 wurde Finger einstimmig zum Oberbürgermeister von Mönchen Gladbach gewählt. In seine Amtszeit fiel der Bezug des Joint Headquarters Rheindahlen und die Anlegung eines „Goldenen Buches“ der Stadt.